# Millard Mitchell

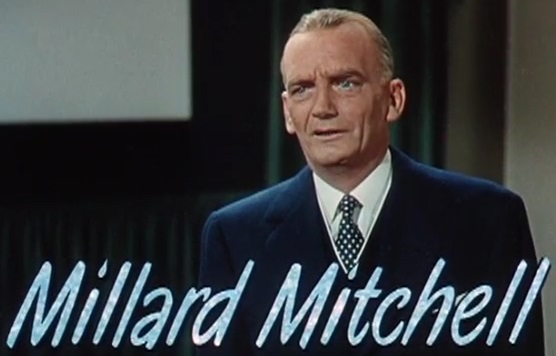
Millard Mitchell i trailern till Singin' in the Rain (1952)

Millard Mitchell, född 14 augusti 1903 i Havanna, Kuba, död 13 oktober 1953, var en amerikansk skådespelare.
Mitchell, som föddes i Havanna på Kuba, medverkade i mindre biroller i åtta filmer mellan 1931 och 1936. Efter åtta år uppehåll återvände han till filmens värld 1942.
Han vann en Golden Globe för bästa biroll för sin roll i Mina sex fångar (1952). Han är också känd för sina insatser i Luftens örnar (1949) och Singin' in the Rain (1952).

## Filmografi i urval
- 1943 – Ung flicka lever farligt
- 1948 – Det hände i Berlin
- 1949 – Luftens örnar
- 1950 – Hämndens timme
- 1950 – Winchester '73
- 1951 – Flottans Johnny
- 1952 – Mina sex fångar
- 1952 – Singin' in the Rain
- 1953 – Den nakna sporren